# Commonwealth Games 1990/Badminton (Mannschaft)
Folgend die Ergebnisse und Platzierungen bei den Commonwealth Games 1990 der Mannschaften im Badminton.

## Ergebnisse

### Halbfinale
| Mannschaft 1 | Mannschaft 2 | Ergebnisse |
| ------------ | ------------ | ---------- |
| England      | Hongkong     | 5-0        |
| Kanada       | Neuseeland   | 5-0        |

## Endstand
| Platz  | Name | Land       |
| ------ | --- | ---------- |
| Gold   | Andy Goode, Darren Hall, Fiona Smith, Gillian Clark, Gillian Gowers, Helen Troke, Miles Johnson, Sara Sankey, Steve Baddeley, Steve Butler       | England    |
| Silber | Anil Kaul, Bryan Blanshard, Claire Sharpe, David Humble, Denyse Julien, Doris Piché, Johanne Falardeau, Linda Cloutier, Mike Bitten, Mike Butler | Kanada     |
| Bronze | Amy Chan, Chan Chi Choi, Chan Kin Ngai, Chan Man Wa, Chiu Mei Yin, Ng Pak Kum, Chan Siu Kwong, Yeung Yik Kei, Cheng Yin Sat                      | Hongkong   |
| 4.     | Glenn Stewart, Jane Clarke, Julie Still, Kerrin Harrison, Philip Horne, Toni Whittaker                                                           | Neuseeland |
| 5      | Andrew Perks, Gordon Lang, Lisa Bryant, Paul Stevenson, Peter Blackburn, Rhonda Cator, Tracey Small                                              | Australien |
| 5      | Jalani Sidek, FooKok Keong, Tan Lee Wai, Razif Sidek, Lim Siew Choon, Cheah Soon Kit, Tan Sui Hoon, Lee Wai Leng                                 | Malaysia   |
| 7      | Alex White, Anne Gibson, Anthony Gallagher, Dan Travers, Elinor Allen, Jennifer Allen, Kenny Middlemiss                                          | Schottland |
| 7      | Ann Stephens, Carol Munster, Liam McKenna, Peter Ferguson, Rikki Keag                                                                            | Nordirland |
| 9      | Madhumita Bisht, Rajeev Bagga, Sanjay Sharma, Sudha Padmanabhan, Vimal Kumar                                                                     | Indien     |
| 9      | Fathimath Ramiza, Fathimath Shaheeda, Hassan Riyaz, Hussein Riyaz                                                                                | Malediven  |